# NGC 5259/2
NGC 5259/2 је спирална галаксија у сазвежђу Ловачки пси која се налази на NGC листи објеката дубоког неба.
Деклинација објекта је + 30° 59' 33" а ректасцензија 13h 39m 23,1s. Привидна величина (магнитуда) објекта NGC 5259 износи 15,7 а фотографска магнитуда 16,5. NGC 52592 је још познат и под ознакама MCG 5-32-52, CGCG 161-105.